# 格羅斯 (堪薩斯州)
格羅斯（英語：Gross）為美國堪薩斯州克勞福德縣林肯鎮區的非建制地區。
此社區於聖路易斯和舊金山鐵路（St. Louis & San Francisco Railroad）為車站兼裝運地點。
此社區境內的郵政局於1907年9月28日開設，1934年4月30日終止營運。

## 外部連結
- Lincoln Township, Crawford County Kansas